# Clara Fassler
Clara Shprintze Fassler Kohen (Santiago de Chile, 15 de mayo de 1944) es una médica chilena radicada en Uruguay.
Reconocida públicamente por impulsar el Sistema Nacional Integrado de Cuidados aplicado en el país. Para ello ha trabajado desde su actividad profesional y desde la sociedad civil organizada: primero, en la Red Género y Familia y luego en la Red Pro Cuidados, red que ella representa en el Comité Consultivo de dicho Sistema de Cuidados.

## Vida
Está radicada en Montevideo, Uruguay. 
Egresó como médica de la Universidad de Chile en 1968, y se especializó en salud mental, planificación en salud y terapia familiar sistémica. En la Facultad de Medicina de dicha universidad, ejerció como docente e investigadora en los departamentos de Medicina Preventiva y Social y Salud Mental. También fue Jefe de Programa Salud Mental de la Provincia de Jujuy, Argentina. Ha dictado cursos de maestría en medicina social en México y ha dictado cursos de posgrado en familia y salud.
En Uruguay, ha sido asesora de la Comisión de Salud Mental de la Facultad de Medicina de la Universidad de la República. Fue la fundadora del Equipo de Terapia Familiar Sistémica y coordinadora del Instituto de Terapias Sistémicas.

## Actividad en la sociedad civil
Ha sido integrante activa de la sociedad civil organizada en torno a temáticas de igualdad de género, violencia contra la mujer, salud mental y promoción del sistema de cuidados. Se ha destacado, en este último aspecto, como Coordinadora de la Red Pro Sistema Nacional Integrado de Cuidados y representante de la Sociedad Civil en el Comité Consultivo del Sistema Nacional Integrado de Cuidados. Ha sido la Coordinadora de la Red Género y Familia. También fue miembro de la Coordinación Nacional de la Comisión Nacional de Seguimiento (CNSMujeres).

## Aportes a la concepción del sistema de cuidados
Clara Fassler ha realizado un extenso trabajo en la materia del cuidado con enfoque de derechos y de género desde la sociedad civil, promoviendo mecanismos de interacción y el diálogo entre Estado y sociedad civil.
Ha argumentado que un sistema de cuidados no es únicamente una política estatal, ni el mero aumento de servicios sociales; su preocupación apunta hacia un cambio cultural que tienda a la percepción y eliminación de la desigualdad de género y la invisibilidad de la tarea no remunerada del cuidado. Concibe los cuidados como derecho inmanente de la persona a ser cuidada. Desde esta concepción, los cuidados son equiparables con la educación, la salud y la vivienda como aspectos fundamentales del bienestar personal que permiten mejorar la calidad de vida, no sólo compensar necesidades. De esta perspectiva de cuidados como derechos, se desprende que los integrantes de la sociedad tienen capacidad de obligar a las autoridades a otorgarlos y la posibilidad de exigirlos.

## Publicaciones
Algunas de las publicaciones de las que fue responsable, son:
- 2010, Aportes para el diseño de un Sistema Nacional Integrado de Cuidados desde una perspectiva de género : análisis de diversas experiencias latinoamericanas / Clara Fassler ; editora. Montevideo: UNFPA : UNIFEM, 131 p.
- 2006, Familias en cambio en un mundo en cambio / Clara Fassler ; coordinación y presentación.  Montevideo: Ediciones Trilce : Red Género y Familia, 182 p.
- 1997, Género, familia y políticas sociales : modelos para armar / Clara Fassler, Patricia Hauser, Inés Iens ; coordinadoras. Montevideo: Ediciones Trilce : Red Género y Familia. 167 p.
- 2009, Mesa de diálogo : hacia un sistema nacional integrado de cuidados / Clara Fassler ; coordinación y presentación.  Montevideo: Ediciones Trilce, 119 p.[3]